# 日本皮革研究所
一般財団法人日本皮革研究所（にほんひかくけんきゅうしょ、英: Japan Institute of Leather Research、略称JILR）は、皮革類をはじめとする生体物質の基礎研究・応用研究を行う一般財団法人。日本皮革（現：ニッピ）の研究所に併設される形で1938年（昭和13年）に発足した。以前は経済産業省所管の財団法人だったが、公益法人制度改革に伴い、2011年（平成23年）4月1日に一般財団法人に移行。

## 概要
- 本部所在地 - 〒120-8601 東京都足立区千住緑町1-1（ニッピ 本社内）
- 取手研究所 - 〒302-0017 茨城県取手市桑原520-11（ニッピ バイオマトリックス研究所内）
- 理事長 - 河村桂作
- 設立 - 1938年（昭和13年）9月26日

## 事業内容
マトリックス生体工学部門と分析センターの二つの部署で組織され、マトリックス生体工学部門はマトリックス生化学研究グループと皮革応用環境学グループからなる。
- マトリックス生化学研究グループ - 皮革および、コラーゲンなど関連分野の基礎研究や、医薬への応用などの研究を行う。
- 皮革応用環境学グループ - 皮革産業と環境に関する研究を行う。一例として、廃液汚濁の原因となる獣体毛や廃羽毛の真菌による分解、および分解副産物の肥料や創薬への応用などの研究を行っている。
- 分析センター - 皮革の素材や製品について、色落ちや耐久性に関する試験を行うほか、コラーゲン食品の栄養分析、排水分析や重金属・ホルムアルデヒドなどの分析を行う。日本皮革技術協会主催の「日本エコレザー基準」の認証検査機関に指定されている。